# Пам'ятник жертвам Батуринської трагедії
Пам'ятник жертвам Батуринської трагедії 1708 року — монументальна скульптура на території Цитаделі Батуринської фортеці у Батурині. Встановлена у пам'ять про жертв Батуринської трагедії 1708 року — захисників і мирних мешканців Батурина — столиці гетьмана Івана Мазепи, які загинули від рук російського генерала Олександра Меншикова 2 (13) листопада 1708 року, відстоюючи право на незалежну українську державу. Пам'ятка історії національного значення. Охоронний № 250008-Н.

## Історія створення та відкриття
Ініціатива встановлення у Батурині Пам'ятника жертвам Батуринської трагедії 1708 року належить Віктору Ющенку, натоді — народному депутату України.
Реалізацію проєкту взяв на себе В'ячеслав Кириленко та Всеукраїнська молодіжна громадська організація «Фонд підтримки молодіжних демократичних ініціатив», яку він очолював.
Урочисте відкриття Пам'ятника жертвам Батуринської трагедії 1708 року відбулося 10 квітня 2004 року, у велику суботу перед Великоднем.
Біля його підніжжя було перепоховано останки жертв Батуринської трагедії, знайдені під час проведення археологічних досліджень у центральній частині міста.
Віктор Ющенко разом з Іваном Плющем, В'ячеславом Кириленком, Юрієм Костенком, Іваном Драчем, Дмитром Гнатюком, батуринцями і тисячами учасників заходу із різних міст України спільною молитвою вшанували пам'ять мужніх захисників Гетьманської столиці та усіх, що прийняли мученицьку смерть 13 (2) листопада 1708 р.
«Раніше про Батуринську трагедію було відомо одиницям, треба, щоб про це знала вся Україна. Хрест — це наша плата за те, що ми так довго не знали нашої історії. Він не даватиме забути про криваву розправу над батуринцями», — автор монумента Анатолій Гайдамака.
Пам'ятник жертвам Батуринської трагедії 1708 року занесено до переліку пам'яток історії національного значення (постанова Кабінету Міністрів України від 3 вересня 2009 № 928).
Це єдиний з новозбудованих об'єктів культурної спадщини Чернігівщини, який занесено до переліку пам'яток історії національного значення після 2000 року.

## Характеристики
- Монумент у вигляді двобічного хреста на кургані знаходиться на стрілці мису лівобережної тераси річки Сейм.
- Загальна висота монумента — 11 метрів.
- Хрест набірної конструкції, виготовлений із граніту (лабрадориту) Осниківського родовища різних відтінків і важить 56 тонн.
- На західній стороні хреста розміщено бронзову скульптуру «Розп'яття Ісуса Христа» висотою 3,55 м.
- На східній стороні хреста, на лабрадоритовій вставці теракотового кольору, розміщено бронзову скульптуру у вигляді ікони «Богоматір з Немовлям» (0,7 Х 0,5 м), обрамленої терновим вінком. Цей образ скопійовано з віднайденої під час розкопок Цитаделі невеликої ікони XVII ст.[6]

## Автори
- Народний художник України Анатолій Гайдамака.
- Заслужений скульптор України Микола Обезюк.

## Відвідування
Територія Цитаделі Батуринської фортеці відкрита для відвідування з 9:00 до 18:00 (упродовж листопада-березня вихідний день — понеділок), каса працює до 17:30. З переліком тематичних екскурсій, розцінками та можливостями для відвідування можна ознайомитися на офіційному сайті заповідника.
Щорічно 13 листопада, у День пам'яті Батурина, біля Пам'ятника жертвам Батуринської трагедії 1708 року проходять меморіальні заходи. Вхід — вільний.